# Винник Павло Борисович
Павло́ Бори́сович Ви́нник (22 вересня 1925, Одеса, УРСР — 9 червня 2011, Москва, Росія) — радянський і російський актор, народний артист Російської Федерації (2002).

## Життєпис
Учасник радянсько-німецької війни (1944—1945), сержант. Був автоматником роти автоматників.
Навчався в Одеському театрально-художньому училищі (1945—1946). Закінчив  Московське міське театральне училище (1950), Державний інститут театрального мистецтва ім. А. В. Луначарського (1958).
У 1950—1959 рр. — актор академічного театру ім. В. Маяковського, в 1960—1992 рр. — Театру-студії кіноактора, в 1992—1993 рр. — Малого театру. Був актором Театру-студії кіноактора, керівником Бюро пропаганди російського кіно.
Похований на Ваганьковському кладовищі.

## Фільмографія
- «Добровольці» (1958)
- «Альошкіна любов» (1960)
- Дикий мед (1966)
- «В тяжку хвилину» (1968)
- «Коли розходиться туман» (1970)
- «А пароплави гудуть і йдуть...» (1972)
- «Диня» (1982)
- «Оголошенню не підлягає» (1987)
- «П'ять листів прощання» (1987)
- «Квартира» (1989)

та інші.